# David Dastmalchian
David Dastmalchian (Allentown, 21 luglio 1975) è un attore statunitense.

## Biografia
Originario della Pennsylvania, Dastmalchian cresce a Overland Park, in Kansas. Appassionatosi alla recitazione alle scuole superiori, frequenta la scuola di teatro della DePaul University di Chicago, dove ottiene un Bachelor of Fine Arts. Dopo avere terminato gli studi nel 1999, finisce per cadere dipendente dall'eroina per circa cinque anni, durante i quali vive da disoccupato nella propria automobile tra Chicago e Kansas City. Una volta disintossicatosi, si mantiene grazie a diversi lavori, tra cui vicedirettore di un Long John Silver's, televenditore e maschera in un cinema, sempre con l'intenzione di intraprendere la professione attoriale.
Nel frattempo recita part-time in degli spot pubblicitari per la Cingular Wireless e in alcune produzioni teatrali della scena di Chicago e dintorni. Mentre sta portando sul palco Otello, ottiene il suo primo ruolo in un lungometraggio cinematografico, interpretando Thomas Schiff, uno degli scagnozzi del Joker, nel film Il cavaliere oscuro (2008), diretto da Christopher Nolan. Trasferitosi a Los Angeles, la sua carriera latita per alcuni anni finché non ottiene la parte di un pedofilo nel thriller di Denis Villeneuve Prisoners (2013), per il quale riceve critiche positive dal Time e The Guardian.
Nel 2014 vince il premio della giuria al festival South by Southwest per la sceneggiatura del film indipendente Animals, di cui è anche protagonista e produttore, ispirato al proprio periodo di tossicodipendenza. L'anno seguente recita in un ruolo secondario nel film di supereroi Ant-Man (2015), per il quale era stato scelto, grazie al suo ruolo in Prisoners, dal regista Edgar Wright prima che questi abbandonasse la produzione. Dastmalchian riprende il suo ruolo nel sequel del 2018 Ant-Man and the Wasp, oltre che ricoprire ruoli ricorrenti da antagonista nelle serie televisive MacGyver e Twin Peaks - Il ritorno, per poi collaborare nuovamente con Villeneuve nei fantascientifici Blade Runner 2049, dove ha una piccola parte, e Dune, in cui interpreta l'antagonista Piter de Vries. Nel 2018 si trova di nuovo con il regista di Animals per scrivere e recitare in All Creatures Here Below, al fianco di Karen Gillan.
Nel 2019 la Dark Horse Comics pubblica un fumetto da lui scritto e disegnato da Lukas Ketner, Count Crowley: Reluctant Midnight Monster Hunter, miniserie ripubblicata l'anno seguente in volume. Nel 2024 ha ottenuto il ruolo del pirata Mr. 3 nella seconda stagione della serie televisiva su Netflix One Piece, adattamento live-action dell'omonima serie manga e anime di Eiichirō Oda.

## Vita privata
Dastmalchian è sposato con Evelyn Leigh, che ha curato le scenografie di Animals. La coppia ha due figli.

## Filmografia

### Attore

#### Cinema
- Il cavaliere oscuro (The Dark Knight), regia di Christopher Nolan (2008)
- The Horsemen, regia di Jonas Åkerlund (2009)
- Virgin Alexander, regia di Charlotte Barrett e Sean Fallon (2012)
- Sushi Girl, regia di Kern Saxton (2012)
- Brutal, regia di Kamal Ahmed (2012)
- Cass, regia di Hugh Schulze (2012)
- Saving Lincoln, regia di Salvador Litvak (2013)
- The Employer, regia di Frank Merle (2013)
- Prisoners, regia di Denis Villeneuve (2013)
- Animals, regia di Collin Schiffli (2014)
- Angry Video Game Nerd: The Movie, regia di James Rolfe (2014)
- Chronic, regia di Michel Franco (2015)
- Ant-Man, regia di Peyton Reed (2015)
- Under pyramiden, regia di Axel Petersén (2016)
- The Belko Experiment, regia di Greg McLean (2016)
- Blade Runner 2049, regia di Denis Villeneuve (2017)
- Relaxer, regia di Joel Potrykus (2018)
- Ant-Man and the Wasp, regia di Peyton Reed (2018)
- The Domestics, regia di Mike P. Nelson (2018)
- A Million Little Pieces, regia di Sam Taylor-Johnson (2018)
- All Creatures Here Below, regia di Collin Schiffli (2018)
- Bird Box, regia di Susanne Bier (2018)
- Teacher, regia di Adam Dick (2019)
- Madness in the Method, regia di Jason Mewes (2019)
- Jay e Silent Bob - Ritorno a Hollywood (Jay and Silent Bob Reboot), regia di Kevin Smith (2019)
- The Suicide Squad - Missione suicida (The Suicide Squad), regia di James Gunn (2021)
- Dune, regia di Denis Villeneuve (2021)
- Ant-Man and the Wasp: Quantumania, regia di Peyton Reed (2023)
- Late Night With the Devil, regia di Cameron e Colin Cairnes (2023)
- The Boogeyman, regia di Rob Savage (2023)
- Oppenheimer, regia di Christopher Nolan (2023)
- Lo strangolatore di Boston (Boston Strangler), regia di Matt Ruskin (2023)
- Demeter - Il risveglio di Dracula (The Last Voyage of the Demeter), regia di André Øvredal (2023)

#### Televisione
- Ultime dal cielo (Early Edition) – serie TV, episodio 4x21 (2000)
- E.R. - Medici in prima linea (ER) – serie TV, episodio 15x07 (2008)
- The League – serie TV, episodio 4x05 (2012)
- Ray Donovan – serie TV, episodio 1x04 (2013)
- Almost Human – serie TV, episodio 1x07 (2014)
- CSI - Scena del crimine (CSI: Crime Scene Investigation) – serie TV, episodio 14x16 (2014)
- Intruders – serie TV, episodio 1x01 (2014)
- CSI: Cyber – serie TV, episodio 1x13 (2015)
- L'esercito delle 12 scimmie (12 Monkeys) – serie TV, episodi 2x05-2x06 (2016)
- MacGyver – serie TV, 11 episodi (2016-2021)
- Gotham – serie TV, episodi 3x12-3x13 (2017)
- The Flash – serie TV, episodio 3x18-7x04 (2017; 2021)
- Twin Peaks – serie TV, episodi 1x04-1x05-1x10 (2017)
- Reprisal – serie TV, 9 episodi (2019)
- Miracle Workers – serie TV, episodio 4x02 (2023)
- The Rookie– serie TV, episodio 6x05 (2024)
- Murderbot – serie TV, 10 episodi (2025)
- Dexter: Resurrection – serie TV, episodi 1x04-1x06-1x07 (2025)

### Doppiatore
- What If...? – serie animata, episodio 1x05 (2021)

### Sceneggiatore
- Animals, regia di Collin Schiffli (2014)
- All Creatures Here Below, regia di Collin Schiffli (2018)

### Produttore
- Animals, regia di Collin Schiffli (2014)

### Autore di Fumetti
THROUGH,  Z2 Comics  (2025)

## Teatro
- To Live as Variously as Possible di e regia di Jay Paul Skelton. TimeLine Theatre di Chicago (1999-2000)
- Salomè di Oscar Wilde, regia di Jim McDermott. The Side Project Theatre di Chicago (2005)
- Bach at Leipzig di Itamar Moses, regia di Nick Bowling. Writers' Theatre di Glencoe (2007)
- Otello di William Shakespeare, regia di Michael W. Halberstam. Writers' Theatre di Glencoe (2007)
- Improvvisamente l'estate scorsa di Tennessee Williams, regia di Kevin Hagan. Victory Gardens Greenhouse di Chicago (2007)
- Come vi piace di William Shakespeare, regia di William Brown. Writers' Theatre di Glencoe (2008)
- Lo zoo di vetro di Tennessee Williams, regia di Kevin Hagan. Victory Gardens Greenhouse di Chicago (2008)
- Il bambino sepolto di Sam Shepard, regia di Steve Scott. Victory Gardens Greenhouse di Chicago (2009)

## Doppiatori italiani
Nelle versioni in italiano delle opere in cui ha recitato, David Dastmalchian è stato doppiato da:
- Francesco Venditti in Ant-Man, Ant-Man and the Wasp, The Boogeyman, Oppenheimer, Lo strangolatore di Boston
- Emiliano Coltorti in The Belko Experiment, The Suicide Squad - Missione Suicida, Dexter: Resurrection
- Marco Mete in Gotham, The Flash
- Massimo Aresu ne Il cavaliere oscuro
- Massimiliano Pazzaglia in The Horsemen
- Vittorio De Angelis in CSI - Scena del crimine
- Gianfranco Miranda in MacGyver
- Edoardo Stoppacciaro in Twin Peaks
- Nanni Baldini in The Domestics
- Daniele Blandino in Dune
- Alessandro Capra in Ant-Man and the Wasp: Quantumania
- Alessandro Zurla in Late Night with the Devil
- Massimo De Ambrosis in Demeter - Il risveglio di Dracula
- Oliviero Cappellini in The Rookie

Da doppiatore è sostituito da:
- Francesco Venditti in What If...?